# Écluzelles
Écluzelles település Franciaországban, Eure-et-Loir megyében. Lakosainak száma 159 fő (2022. január 1.). Écluzelles Luray és Charpont községekkel határos.

## Népesség
A település népességének változása:
| Lakosok száma | 85   | 135  | 166  | 158  | 171  | 168  | 166  | 166  | 164  | 159  |
|               | 1968 | 1982 | 1990 | 2006 | 2013 | 2015 | 2017 | 2019 | 2020 | 2022 |